# Friedrich Ludwig Jahn
Friedrich Ludwig Jahn, "Turnvater Jahn" (av Turnen, gymnastik, och Vater, fader), född 11 augusti 1778 i byn Lanz, Brandenburg, död 15 oktober 1852 i Freyburg an der Unstrut, var en preussisk (tysk) gymnastikutvecklare. Jahn skapade den moderna gymnastiken i Tyskland och ses som gymnastikens fader, därav smeknamnet Turnvater.

## Biografi
Redan som student i Halle an der Saale utgav Jahn under pseudonym skriften Ueber die Beförderung des Patriotismus im Deutschen Reiche. Allen preussen gewidmet von O.C.C. Höpffner (1800). Han utgav även det språkvetenskapliga arbetet Bereicherung des hochdeutschen Sprachschatzes, versucht im Gebiete der Sinnverwandtschaft (1806). Samma dag som den preussiska hären led de avgörande nederlagen vid Jena och Auerstedt (14 oktober 1806), anslöt sig Jahn till denna, men fick sålunda endast delta i den besegrade härens förödmjukande flykt. 
Under de närmast följande åren utarbetade han sitt klassiska verk Deutsches Volksthum (1810). År 1810 erhöll han två lärarbefattningar i Berlin och grundade vid denna stad, på Hasenheide, 1811 Tysklands första turnanstalt, starkt övertygad om gymnastikens betydelse för ungdomens härdande och som ett medel för den tyska nationens återupprättande och enhet. 
År 1813, innan ännu det kungliga uppropet till fransmännens fördrivande utfärdats, anslöt han sig till Ludwig Adolf Wilhelm von Lützows frikår, vilken han därefter som officer tillhörde, tills den efter den första Parisfreden upplöstes (1814). Återkommen till Berlin, fortsatte han med statsunderstöd sitt arbete på turnväsendets utveckling och utgav tillsammans med sin lärjunge Ernst Wilhelm Bernhard Eiselen Die deutsche Turnkunst (1816). Då den politiska reaktionen emellertid alltmer misstänkliggjorde hans verksamhet (August von Kotzebue mördades 1819 av turnaren Karl Ludwig Sand), fängslades Jahn 1819 och frigavs först 1825, varvid han förbjöds att vistas inom en omkrets av 10 mil från Berlin och för övrigt i stad, där det fanns universitet eller gymnasium. 
I sin ofrivilliga tillbakadragenhet författade han ett par skrifter, såsom Merke zum deutschen Volksthum (1833), och genom de självbiografiska meddelanden, som utgavs under titeln Denknisse eines Deutschen, oder Fahrten des Alten im Bart (1835). Efter Fredrik Vilhelm IV:s tronbestigning (1840) slapp han helt polisövervakning. År 1848 invaldes han i Frankfurtparlamentet, men det visade sig snart, att tiden sprungit förbi den gamle patrioten, och såsom en av de mest konservativa i församlingen miste han snabbt största delen av sin forna popularitet. 
Förutom ovannämnda skrifter författade Jahn bland annat Runenblätter (1814), Neue Runenblätter (1828) och Selbstvertheidigung (1863). Om hans betydelse för det tyska enhetsverket vittnar förbundsdagskommissionens av 1819 uttalande, att han var "den, som först framkommit med den högst farliga läran om Tysklands enhet". Den 1863 grundade pensionskassan för turnlärare och deras efterlevande fick namnet Jahn-Stiftung. Flera minnesstenar ägnade Jahn på flera orter, och över hans grav i Freyburg byggdes 1903 ett Jahnmuseum. Hans samlade Werke utgavs i två band 1883-87 (i urval 1890).